# Saphir Logan
Pour les articles homonymes, voir Logan.
Le saphir Logan est le deuxième plus gros saphir bleu au monde, avec ses 423 carats, soit 84,6 g. D'une superbe couleur bleue, il est dépourvu d'inclusions (pureté flawless).
Il a été trouvé au Sri Lanka.  Son nom vient de Mrs John Logan qui l'a donné au Smithsonian Institution à Washington en 1960 où il est conservé aujourd’hui.
Il est taillé en coussin dans un cristal et serti en broche avec 20 diamants de 16 carats taillés en brillant.

## Autres saphirs célèbres
- Black Star of Queensland (733 carats)
- Saphir étoilé Étoile de l’Inde (563,35 carats)
- Saphir Nertamphia (216 carats)